# 李彦昭
李彦昭，福建侯官人，清朝政治人物。
鄉試中舉。道光十六年（1836年）至道光十八年（1838年），擔任利川知县。